# Iwan Łebedowycz
Iwan Teodorowycz Łebedowycz, ukr. Іван Теодорович Лебедович (ur. 2 września 1890 w Gorajcu, zm. 24 sierpnia 1981 w Filadelfii) – ukraiński działacz społeczny, ksiądz greckokatolicki.
W Gorajcu ukończył szkołę podstawową. W 1910 ukończył gimnazjum w Przemyślu, i rozpoczął studia w seminarium duchownym również w Przemyślu. Wyświęcony 5 grudnia 1915. W czasie I wojny światowej wzięty do niewoli na froncie włoskim, przebywał w obozie jenieckim w Cassino, skąd został zwolniony w marcu 1919. Wracając z niewoli, w Wiedniu wstąpił do misji wojskowej ZURL, i został powołany na kapelana I korpusu Armii Halickiej, który kwaterował w owym czasie w Radechowie. W czasie polskiej ofensywy w maju i czerwcu wycofywał się wraz ze swoim oddziałem, i 17 lipca przekroczył Zbrucz. Został skierowany do Winnicy. Podczas połączenia oddziałów UHA z CzUHA przebywał w Czeczelnyku. Po likwidacji przez władze radzieckie stanowisk kapelanów w oddziałach zajmował się nauką pisania i czytania wśród żołnierzy-analfabetów. Później wstąpił do 5 sokalskiej brygady piechoty, która została przeformowana później w pułk kawalerii pod dowództwem płk Mykoły Arkasa. W kwietniu 1920 pułk został skierowany na front polski, gdzie pod dowództwem Julijana Hołowińskiego zerwał przymierze z bolszewikami, przebił się przez ich linię obrony do oddziałów URL. Żołnierze jednak zostali internowani i skierowani do obozu w Tucholi. Ksiądz Łebedowycz zachorował w czasie transportu, został wypuszczony na wolność i skierował się do rodziny w Siedliskach. Nabrawszy sił, objął parafię w Wiżomli koło Sądowej Wiszni.
11 października 1921 zmarła jego żona Natalia (córka księdza Iwana Sawojki). Od 1922 objął parafię, a później dekanat w Birczy.
Z powodu działalności w czasie wojny w Ukraińskim Komitecie Centralnym (był jego przewodniczącym w Birczy) zmuszony był emigrować. Wyjechał z Birczy w lipcu 1944, przy pomocy żołnierzy Ukraińskiej Powstańczej Armii przedostał się w rodzinne strony, w których się ukrywał, następnie przedostał się nielegalnie do Austrii. W 1947 wyemigrował do Francji, a w 1949 do USA, gdzie został proboszczem parafii w Filadelfii, a następnie w Ford City i Czesab. Na emigracji był członkiem Naukowego Towarzystwa im. Szewczenki i kapłańskiego Stowarzyszenia św. Andrija.
W 1973 roku przeszedł na emeryturę, pozostał na emigracji w USA do śmierci.
Autor książek „Połewiduchiwnyky Ukrajinkoji Hałyckoji Armiji” (1963), „Birczanszczina – stradalna zemlja” (1969), „Z martyrołohiji duchowenstwa Zachidnoji Ukrajiny – materiały do istorii”. Założyciel ukraińskiej ochronki w Birczy. Organizator budowy nowej cerkwi i ukraińskiego domu ludowego (Narodnyj dim). Koordynator ukraińskiego ruchu spółdzielczego (Masłosojuz), sportowego (Sokił) i oświatowego (Proswita), oraz działalności kulturalnej (chóry, koła gospodyń) w całym dekanacie birczańskim.

## Parafie
- Sanok 1915–1916 – wikary, katecheta w parafii Zesłania Ducha Świętego
- Pawłokoma 1916 – administrator parafii
- od maja 1917–1918 – kapelan wojskowy w I armii w Siedmiogrodzie
- od marca 1918 – kapelan wojskowy w 77 pp na froncie włoskim
- od kwietnia 1919 – kapelan wojskowy I korpusu UHA
- Wiżomlja 1921–1922
- Bircza 1922–1944 – proboszcz parafii
- Bircza 1934 – administrator dekanatu birczańskiego
- Bircza 1936–1944 – dziekan birczański
- Austria 1944–1947
- Francja 1947–1949
- USA 1949–1981

## Literatura
- Dmytro Błażejowski, Historical sematism of the Eparchy of Peremysl including the Apostolic Administration of Lemkivscyna (1828-1939), Lwów 1995.
- Iwan Łebedowycz, Birczanszczyna – stradalna zemlja, Filadelfia 1975.
- Ярослав Стех, „Пропам'ятна книга україських діячів Перемищини”, Przemyśl-Lwów 2006.